# Kazajistán en los Juegos Paralímpicos de París 2024
Kazajistán estuvo representado en los Juegos Paralímpicos de París 2024 por un total de 44 deportistas, 30 hombres y 14 mujeres.

## Medallistas
El equipo paralímpico kazajo obtuvo las siguientes medallas:
| Nombre                  | Deporte                   | Evento                                  |
| ----------------------- | ------------------------- | --------------------------------------- |
| Oro                     |                           |                                         |
| Akmaral Nauatbek        | Judo                      | –48 kg J2 femenino                      |
| David Degtiarev         | Levantamiento de potencia | –54 kg masculino                        |
| Plata                   |                           |                                         |
| Yergali Shamey          | Judo                      | –73 kg J1 masculino                     |
| Nurdaulet Zhumagali     | Natación                  | 100 m braza SB13 masculino              |
| Yerkin Gabasov          | Tiro                      | Rifle de aire de pie 10 m SH1 masculino |
| Bronce                  |                           |                                         |
| Dastan Mukashbekov      | Atletismo                 | Peso F36 masculino                      |
| Dayana Fedosova         | Judo                      | –57 kg J2 femenino                      |
| Zarina Raifova          | Judo                      | +70 kg J2 femenino                      |
| Zhurkamyrza Shukurbekov | Judo                      | +90 kg J2 masculino                     |